# Khu bảo tồn thiên nhiên Stubba
Khu bảo tồn thiên nhiên Stubba (Thụy Điển: Naturreservat Stubba trong tiếng Sami: Stubba) là một khu bảo tồn thiên nhiên nằm ở Gällivare, Norrbotten, miền bắc Thụy Điển. Nó trải dài trên một diện tích 350 km², giáp với Vườn quốc gia Muddus về phía tây và khu bảo tồn thiên nhiên Sjaunja ở phía đông. Khu bảo tồn có Tuyến đường châu Âu E45 và tuyến đường sắt Inland Line chạy qua.
Khu bảo tồn có diện tích đáng kể đầm lầy than bùn cũng như khu bảo tồn thiên nhiên Sjaunja và Muddus hình thành khu vực đầm lầy rộng lớn nhất Đông Âu. Địa hình chủ yếu là một dãy núi vòng đứng có điểm cao nhất là đỉnh Nietsakistjåkkå cao 676 mét. Phần lớn được bao phủ bởi những cánh rừng nguyên sinh lá kim, và bạch dương. Khu bảo tồn này cũng được công nhận là một khu Ramsar về vùng đất ngập nước có tầm quan trọng quốc tế nhờ sự phong phú của các loài chim mặt nước.
Khu bảo tồn được thành lập vào năm 1988 và mở rộng vào năm 1996. Cùng năm đó, đây cũng là một phần của Vùng đất Laponia được UNESCO công nhận là Di sản thế giới. Đến năm 2011, một lần nữa khu bảo tồn được mở rộng.